# 356-й навчальний артилерійський полк (Україна)
356-й навчальний артилерійський полк (356 НАП, в/ч А3618) — артилерійська частина 184-го навчального центру Сухопутних військ Збройних Сил України, яка готує спеціалістів наземної артилерії.

## Історія
Відповідно до спільної директиви Міністерства Оборони України та Генерального штабу Збройних Сил на базі полку 1 серпня 2018 року відбулось відкриття школи підготовки фахівців протитанкових ракетних комплексів.

## Структура
- школа мінометників[2]
- школа самохідної артилерії[3]
- школа протитанкової артилерії[4]
- школа причіпної артилерії[5]

## Втрати
1. 16 травня 2023 -  Віталій Сьомак, 50 років, старший сержант. Перебуваючи на полігоні «Широкий лан» у нього зупинилося серце[6].
2. 30 березня 2024 - Фіголь Вадим Петрович, 46 років. Солдат. Помер  року у військовому госпіталі міста Львова внаслідок хронічного обструктивного захворювання легень[7].